# Synagoga w Paryżu (ul. Notre-Dame-de-Nazareth)
Synagoga przy ul. Notre-Dame-de-Nazareth w Paryżu – jedna z kilkunastu synagog w Paryżu. 
W domu pod numerem 15 przy ul. Notre-Dame-de-Nazareth od 1822 znajdowały się dwie sale modlitewne, użytkowane przez Żydów sefaradyjskich i aszkenazyjskich. W 1852 dotychczasowy budynek został zastąpiony świątynią wzniesioną według projektu Thierry'ego, głównego architekta konsystorza żydowskiego w Paryżu. Budowla została wzniesiona w stylu neomauretańskim, podobnie jak wiele innych synagog powstałych w tym samym okresie we Francji. Synagoga przy ulicy Notre-Dame-de-Nazareth była pierwszą żydowską świątynią, w której zainstalowane zostały organy. Obecnie są one jednak wykorzystywane tylko okazjonalnie.
W październiku 1941 dokonano kilku zamachów bombowych, które nie przyniosły jednak ofiar śmiertelnych. Po II wojnie światowej w przedsionku budynku umieszczono tablice z nazwiskami wiernych synagogi, którzy padli ofiarą Holokaustu.
Na fasadzie budynku znajduje się tablica upamiętniająca rabina Josepha Saksa i jego żonę, którzy nie wrócili z wywózki w czasie II wojny światowej. We wnętrzu, oprócz sali modłów, zlokalizowano również salę poświęconą historii obiektu oraz kamień z wyrytym złoconym napisem upamiętniającym wydanie przez prefekta Rambutteau pozwolenia na urządzenie synagogi. 
W 1975 obiekt otrzymał status zabytku.